# Qingping, Hunan
Qingping (kinesiska: 青坪, 青坪镇) är en köpinghuvudort i Kina. Den ligger i provinsen Hunan, i den södra delen av landet, omkring 280 kilometer väster om provinshuvudstaden Changsha. Antalet invånare är 9 981. Befolkningen består av 4 564 kvinnor och 5 417 män. Barn under 15 år utgör 19,0 %, vuxna 15-64 år 70 %, och äldre över 65 år 9,0 %.
Runt Qingping är det ganska tätbefolkat, med 116 invånare per kvadratkilometer. Närmaste större samhälle är Shidixi, 12,3 km väster om Qingping. I omgivningarna runt Qingping växer i huvudsak blandskog.
Genomsnittlig årsnederbörd är 1 926 millimeter. Den regnigaste månaden är maj, med i genomsnitt 396 mm nederbörd, och den torraste är december, med 31 mm nederbörd.